# Règle des neuf de Wallace
La règle des neuf de Wallace permet d'évaluer rapidement l'étendue de la surface corporelle atteinte chez un patient brûlé. 

## Définition

Diagramme de la répartition de la surface corporelle

La règle des neuf donne une évaluation en pourcentage de la surface corporelle totale.
Pour les brûlures peu étendues, l’évaluation sera faite en considérant que la paume et les doigts de la main de la victime représente environ 1 % de sa surface corporelle totale.
Elle attribue des multiples de 9 % de la surface corporelle totale à différents territoires cutanés : 9 % pour la tête et le cou, 9 % pour chaque membre supérieur, 18 % pour chaque membre inférieur, 18 % pour chaque face du tronc et 1 % pour le périnée.
| Partie corporelle         | Surface atteinte (adulte) | Surface atteinte (enfant) |
| ------------------------- | ------------------------- | ------------------------- |
| Tête et cou               | 9 %                       | 17 %                      |
| Face antérieure du tronc  | 18 %                      | 18 %                      |
| Face postérieure du tronc | 18 %                      | 18 %                      |
| Chaque jambe              | 18 % (x2)                 | 14 % (x2)                 |
| Chaque bras               | 9 % (x2)                  | 9 % (x2)                  |
| Périnée                   | 1 %                       | 1 %                       |
| Paume et doigts           | 1%                        | 1%                        |
| Total                     | 100 %                     | 100 %                     |

## Avantage
Elle a l’avantage d’être facile à mémoriser et permet une évaluation rapide des brûlures étendues. Elle permet ainsi d'avoir rapidement une évaluation de la gravité de la brûlure en préhospitalier et d'adapter ainsi la prise en charge.

## Inconvénient
La règle des neuf est trop approximative et ne prend pas vraiment en compte les variations morphologiques en rapport avec l’âge.
Une évaluation rigoureuse et précise ne sera possible qu’en service spécialisé, en ayant recours à des tables plus détaillées tenant compte de l’âge, telles les tables de Berkow ou de Lund and Browder.
Il faut noter une grande variabilité dans l'estimation de la surface d'une brûlure, même lorsque celle-ci est réalisée par des spécialistes. Il est indispensable d'être rigoureux et de s’aider d’un schéma afin d'être précis dans l'estimation.